# 大磯プリンスホテル
大磯プリンスホテル （おおいそプリンスホテル、Prince Hotel Oiso）は、神奈川県中郡大磯町国府本郷に所在する客室数305室のプリンスホテルグループの宿泊施設。

## 概要
1953年、大磯丘陵が広がる丘陵地に大磯ホテルとして洋室12室でオープン。吉田茂元首相邸跡に隣接し、大磯ロングビーチと一体となった近郊型リゾートホテル。堤義明が早稲田大学商学部の卒業論文として企画した案をもとに開業したもの。 
建物は西武建設の設計、清水建設の施工により1号館（5階建て79室）、2号館(6階建て100室)、3号館(10階建て328室)ともに竣工。最大時の規模は客室数500、宴会場29を数え、1965年には2号館（新館）が神奈川県建築コンクールを受賞した。2017年7月にオープンしたTHERMAL SPA S.WAVE (サーマル スパ エス ウェーブ)は地上4階建ての施設。
2010年4月1日に神奈川県公共的施設における受動喫煙防止条例が施行されたこともあり、全館を禁煙としている。200台の屋外駐車場を備え、2018年12月時点でEV対応の充電ステーションを4基(4台分)備える。また2017年、本ホテル、地区長、大磯町の3者間で「津波発生時における緊急避難場所としての使用に関する協定」を締結、町内の津波避難ビル・場所の一つとして指定されている。
湘南国際マラソンのフィニッシュ地点でもあり、他の競技を含めスポーツと接点が多いホテルである。この他、フジテレビ系列で放送された『オールスター寒中水泳大会』の収録も、1981年からホテル内の屋内プールで行われていた。毎年2月には自動車輸入協会主催の輸入車のプレス向け試乗会が行われる。
なお、旧吉田邸は2009年の火災により焼失し、別館・滄浪閣は既に売却されている（売却先は個人のため非公表）。

## 施設
- 客室305室
- レストラン 3店舗、ラウンジ1店舗
- 国際会議場、宴会場・会議室
- 屋外・屋内プール、ボウリングセンター・テニスコート・フットサルコート・大磯ゴルフコース

## 沿革
- 1953年（昭和28年）8月23日 - 大磯ホテルとしてオープン。
- 1957年（昭和32年）7月14日 - 大磯ロングビーチがオープン。
- 1964年（昭和39年）7月14日 - 大磯ロングビーチホテルと改称。1号館（新館）がオープンし、1964年東京オリンピックのセーリング競技の選手村分村となる。
- 1976年（昭和51年）9月1日 - 大磯プリンスホテルに改称。
- 1980年（昭和55年）12月25日 - 2号館（新々館）を新築。
- 1982年（昭和57年） - 1号館（新館）を改築。
- 1988年（昭和63年）7月 - 3号館がオープン。
- 2000年（平成12年） - 敷地内で湧出した温泉を利用し「大磯温泉」を開湯。[3]
- 2002年（平成14年） - 2002 FIFAワールドカップに出場したサッカーナイジェリア代表（キャンプ地は平塚市）の宿泊ホテルとなる。
- 2006年（平成18年）9月 - 改装工事を実施。
- 2017年（平成29年）4月 - 3号館をリニューアルオープン。
- 2017年（平成29年）7月15日 - 1号館、2号館跡地に天然温泉を使った温泉・スパ施設「THERMAL SPA S.WAVE (サーマル スパ エス ウェーブ)」をオープン。

## アクセス

### 電車
- JR東日本・東海道本線

東京・横浜方面
- 大磯駅より
  - 神奈中バス（路線バス）
    - 「磯07」大磯プリンスホテル行き乗車、終点下車。（約13分）（11時台から17時台まで運行）
    - 「磯13」湘南大磯住宅行き、「平47」二宮駅南口行き乗車し、「大磯プリンスホテル入口」下車し徒歩5分。

  - タクシー 約7分。（1400円程度）

静岡方面
- 二宮駅南口より
  - 神奈中バス（路線バス）
    - 「平46」・「平47」さざれ石・消防署前経由　平塚駅北口行き乗車し、「大磯プリンスホテル入口」下車し徒歩5分。

  - タクシー 約5分。（1100円程度）

### 車
- 西湘バイパス
  - 大磯西ICから0.5km（約1分）

- E1 東名高速道路

東京方面
- 厚木IC 経由
  - E85 小田原厚木道路

- 大磯ICから県道63号線、国道1号を通行して約2km（平常時約5分）

静岡方面
- 二宮ICから県道71号線、国道1号を通行して約10km（平常時約17分）